# اللجنة البارالمبية الفلبينية
اللجنة البارالمبية الفلبينية (بالإنجليزية: Philippine Paralympic Committee، واختصارًا: PPC)، والمعروفة سابقًا باسم الرابطة الفلبينية للرياضة لذوي الإعاقة – اللجنة البارالمبية الوطنية للفلبين (فيلسبادا)، هي الهيئة الوطنية المسؤولة عن إدارة وتطوير رياضة الأشخاص ذوي الإعاقة في الفلبين.
تُعنى اللجنة بتعزيز الكفاءة الرياضية لدى الرياضيين الفلبينيين من ذوي الإعاقات البدنية، وهي الجهة الوطنية المعترف بها رسميًا من قبل اللجنة البارالمبية الدولية. وتضطلع اللجنة بمسؤولية اختيار وإعداد الرياضيين الوطنيين من ذوي الإعاقة للمشاركة في المنافسات الرياضية الدولية، بدءًا من البطولات الإقليمية ووصولًا إلى الألعاب البارالمبية.

## تاريخ
بدأت فكرة تأسيس هيئة وطنية تُعنى بالرياضة الخاصة بالأشخاص ذوي الإعاقة من خلال مايكل باريدو، الذي كان عضوًا سابقًا في مجلس إدارة المجلس الوطني لرعاية ذوي الإعاقة، والذي عيّنه الرئيس الأسبق فيدل فالديس راموس في ديسمبر 1996، وذلك عقب سلسلة من المشاورات مع أصحاب المصلحة في المجال الرياضي، بالتعاون مع لجنة الرياضة الفلبينية، ومن خلال ورش العمل الوطنية للتخطيط الاستراتيجي، بدعم من رئيس اللجنة آنذاك فيليب إيلا خويكو، والمجلس الوطني لرعاية ذوي الإعاقة، ومستشارين من اللجنة الرياضية الأسترالية، الذين ساهموا في تطوير وتعزيز الرياضات الأولمبية والبارالمبية في أستراليا.
في عام 1997، تأسست فيلسبادا وسُجلت رسميًا لدى لجنة الأوراق المالية والبورصات. وبعد ثلاث سنوات، أصبحت من أوائل الأعضاء المعتمدين في اللجنة البارالمبية الدولية. وأثناء تولي بوتش توزون رئاسة لجنة الرياضة الفلبينية، افتتحت اللجنة مقرها الرئيسي في المبنى E من مجمع فيلسبورتس في مدينة باسيغ. وخلال إدارة الرئيس جوزيف إسترادا، خُصصت ميزانية لتعزيز الرياضة البارالمبية في البلاد، بما في ذلك تأسيس فروع للجنة في المناطق الـ17، وبناء علاقات مع وزارة التعليم ووزارة الداخلية والحكم المحلي، واللجنة الأولمبية الفلبينية، ووكالات حكومية أخرى، إلى جانب القطاع الخاص.
نظّمت اللجنة أول بطولة وطنية لرياضات ذوي الإعاقة على مستوى البلاد في سيبو عام 2000.
وفي عام 2002، أصبحت فيلسبادا عضوًا مؤسسًا في الاتحاد الآسيوي لرياضات ذوي الإعاقة. وفي الفترة ما بين عامي 2006 و2007 تقريبًا، وبسبب متطلبات اللجنة البارالمبية الدولية فيما يخص الاعتراف باللجان البارالمبية الوطنية، أُضيف اسم اللجنة البارالمبية الوطنية للفلبين إلى اسم المنظمة.
ومن بين المشاريع التي نجحت فيلسبادا في إطلاقها خلال السنوات الأولى: كرة السلة على الكراسي المتحركة بنظام 3 ضد 3، ورياضة رفع الأثقال، وتشكيل أول فريق وطني شارك في دورة الألعاب البارالمبية الصيفية 2000، واستضافة النسخة الثالثة من دورة ألعاب آسيان البارالمبية 2005 بالتزامن مع دورة ألعاب جنوب شرق آسيا.
وفي عام 2012، نظّمت فيلسبادا النسخة الأولى من الألعاب الوطنية البارالمبية (وأصبحت تُعرف منذ 2024 باسم الألعاب الوطنية البارالمبية الفلبينية) في مدينة ماريكينا.
وفي عام 2016، غُيّر اسم الرابطة الفلبينية للرياضة لذوي الإعاقة – اللجنة البارالمبية الوطنية للفلبين رسميًا إلى اللجنة البارالمبية الفلبينية.

## المنافسات الرياضية الإقليمية
تحت قيادة رئيس البعثة جيراردو روزاريو عن الرابطة الفلبينية للرياضة لذوي الإعاقة – اللجنة البارالمبية الوطنية للفلبين، شارك وفدٌ فلبيني يضم 65 رياضيًا من ذوي الإعاقة في دورة ألعاب آسيان البارالمبية 2015، وهي حدث رياضي متعدد أُقيم بين 3 و9 ديسمبر 2015 في سنغافورة. ضمت البعثة رياضيين بارالمبيين ومخضرمين، إلى جانب عدد من المشاركين لأول مرة في الدورة. وقد حصد الرياضيون البارالمبيون الفلبينيون 59 ميدالية، ما وضع الفلبين في المركز السابع من بين 10 دول آسيانية مشاركة، حيث أحرزوا:
- 16 ميدالية ذهبية (في ألعاب القوى، الشطرنج، رفع الأثقال، السباحة، تنس الطاولة)
- 17 ميدالية فضية (في ألعاب القوى، الشطرنج، الإبحار، السباحة، تنس الطاولة، البولينغ العادي)
- 26 ميدالية برونزية (في ألعاب القوى، الشطرنج، الإبحار، السباحة، تنس الطاولة، رفع الأثقال، البولينغ العادي، كرة السلة على الكراسي المتحركة)

وسيتنافس الرياضيون البارالمبيون الوطنيون في عدد من البطولات الإقليمية المقبلة، إلى جانب مشاركتهم في الألعاب البارالمبية، ومنها:
- دورة ألعاب آسيان البارالمبية 2017 في كوالالمبور، ماليزيا
- دورة الألعاب البارالمبية الآسيوية 2018 في جاكرتا – فلمبان، إندونيسيا
- دورة ألعاب آسيان البارالمبية 2019 المُقررة في العاصمة الفلبينية مانيلا

## الاعتراف
في 6 أغسطس 2008، مُنحت اللجنة البارالمبية الفلبينية، تحت اسم الرابطة الفلبينية للرياضة لذوي الإعاقة – اللجنة البارالمبية الوطنية للفلبين، لقب مجموعة ذوي الإعاقة للعام من قبل لجنة جوائز أبوليناريو مابيني. وقد تسلّم الجائزة رئيس الرابطة الفلبينية للرياضة لذوي الإعاقة – اللجنة البارالمبية الوطنية للفلبين في ذلك الحين، مايكل باريدو – المفوض السابق في لجنة الرياضة الفلبينية – من الرئيسة غلوريا ماكاباغال أرويو في قصر مالاكانانغ.